# 비스마르크급 전함
비스마르크급 전함(독일어: Bismarck Klasse)은 제2차 세계 대전 당시 독일 해군에서 가장 큰 전함 급이다.

## 개요
비스마르크급은 프랑스 해군의 됭케르크(Dunkerque)급 전함에 대항하기 위해서 만들어졌다. 처음에는 「13인치포 8문 탑재, 속력30노트 이상, 기준 배수량 35,000톤」을 목적으로 해서 설계되었다. 제1차 세계 대전에 만들어졌던 전함들의 설계도를 바탕으로 설계되었고, 제2차 세계 대전에서 활용되었다.

### 기능
외관은 낮게 설계되어 있으며 디자인은 중후함으로 정평이 나 있다. 독일 해군답게 묵직한 안정감을 자아내고 있다. 선체는 평형 갑판형으로 함수에 1934년에 설계된 「38.1cm(47구경) 포」를 장착했다.

### 무장
주포 구경은 당초 13인치였지만 점점 커져 14인치포 8문이 장착되게 되었다. 15인치도 검토 되었지만 중량(重量) 증가에 따라 항만의 심도 부족이나, 운하의 폭이 좁음에 따라 이동이 불편해질 것으로 예상하여 배수량의 증가는 바람직하지 않다로 결론이 났다. 결국 14인치 포격 전함으로서 설계가 진행되었다.
그러나 신기술의 개발과 프랑스 해군과 이탈리아 해군의 차기 주력함의 주포 구경이 15인치라는 정보가 입수되었다. 끝내 15인치포를 장착하게 되어 기준 배수량은 40,000톤까지 부풀어 올랐지만, 대외적으로는 35,000톤이라고 홍보했다.
부포는 샤른호르스트급에 의해 독일 해군 대형 수상함에 장착된 「15cm(55구경) 포」(1928년)을 채용했다. 함교 좌우에 1기씩, 나머지 4기를 비행기 사출기 사이에 두어 현측 가까이에 편현 2기씩, 합계 6기를 장비해 전방에 8기, 후방에 4기를 장착했다. 그 외 대공용으로「3.7cm(83구경) 대공포」를 16기를 장비했다.

### 장갑
제1차 세계 대전 당시의 장갑과 비교해서 그다지 진화는 하지 못했다. 장갑재에 질 만은 당대 최고 수준이었고, 수평 방어는 제1차 세계 대전 당시보다 조금 강화되었다. 하지만 제1갑판 수평면은 25mm, 주갑판은 80mm라고 해도 합계 105mm로 다른 국가들의 새로운 전함에 비해 약했다. 현측 장갑의 경사면은 제1갑판은 50mm, 주갑판은 110mm였다. 그러나 이는 '대(大) 구경포에 의한 대(大) 낙하각 포탄의 수평 폭격'을 막아내기에는 충분하지 않았다.
방어 장갑은 수면에서 측정했을 경우 320mm의 장갑판이었다. 상부는 145mm의 장갑으로 덮여있었다. 수면 하부는 170mm이지만, 이것 마저도 상하폭이 짧았고, 심도 어뢰에의 방어는 생각할 수도 없었다.
옛날 제1차 세계 대전 당시 독일 해군을 만들어낸 설계진은 이미 없었고, 경험이 부족한 수병들과 장교들은 어떻게든 제대로 사용할 수 있도록 노력했지만 전투함으로서 활동하려고 설계한 군함치고는 조금 부족했었던, 유감인 함급이었다.

### 설계에 대한 보충설명
비스마르크는 강력한 배였지만, 1919~1931년간의 독일 전함 조함의 긴 휴지기는 몇 가지 문제점과 구식 구조라는 보수적 설계를 취하게 만들었다. 1차 세계대전의 바에이른급 전함과 취역하지는 못한 막켄젠(Mackensen)급 순양전함들로부터 설계를 가져와 완성된 배는, 몇 가지의 중요한 부분이 장갑대(citadel) 위에 위치해 있는 상태로 완성되었다. 이런 약점은, 피해 제어 기능을 포함하는, 통신 시설에 많이 남아 있었고, 이는 최후 전투에서 급속한 침묵의 원인으로 설명되기도 한다.
그러나, 최근의 구조에 대한 연구에 의하면, 모든 화력 제어와 피해 제어 기능은 2중으로 되어 주 장갑 갑판 아래(citadel 안) 위치하였고, 다리와 측거기로부터의 전선들은 이 장치들과 주 장갑 갑판 아래의 공간사이에 3중으로 된 축 안에 들어있었다고 한다. 비스마르크의 구식 장갑 설계의 약점은, 흘수선 아래 장갑대가 얕다는 점이었는데, 수중 관통탄에 대응하는 능력이 미흡했고, 추진축 주변 장갑의 층의 두께가 충분치 못하였다.
구식 설계 요소 중 하나로 지적되는 것은, 12문의 15cm 부포와 16문의 10.5cm 대공포를 따로 가지고 있다는 점이었다. 당시 신형 전함들은 부포로 대공/대수상 양용포를 채택하였는데, 무게 절감과 화력 제어 시스템의 간단화라는 장점이 있었다. 그러나 비스마르크의 설계 목적에는 단독으로 행동하며 구축함과 맞서야 할 필요성이 있었기 때문에, 15cm 급 대수상 부포는 방어에 필수적 요소였다.

## 건조 전함
- 비스마르크(Bismarck)
- 티르피츠(Tirpitz)